# 間接製鋼法
間接製鋼法（かんせつせいこうほう）とは、たたら製鉄の一種で、銑鉄を作った上で粗鋼を作る方法。ズク押し法ともいう。

## 工程
間接製鋼法（ズク押し法）は塩基性でチタン成分5%以上の赤目砂鉄を原料とする。こうして作られた鋼は鋳造により各種の鋳造品の原料となるほか、脱炭と鍛造の工程を経て包丁などの刃物の原料となる。
なお、間接製鋼法（ズク押し法）も銑鉄を製造する。しかし、一般的な間接製鉄法はいったん炭素濃度4%の銑鉄を得るのに対し、たたら製鉄で得られる玉鋼は炭素濃度がより低い。そのため、たたら製鉄は直接製鉄法にも間接製鉄法のいずれにも当てはまらない別の種類に分けられることもある。